# كاثي بلاك
كاثي بلاك (بالإنجليزية: Cathie Black)‏ هي ناشرة أمريكية، ولدت في 26 أبريل 1944 في شيكاغو في الولايات المتحدة.

## وصلات خارجية
- كاثي بلاك على موقع إن إن دي بي (الإنجليزية)